# Buckhorn (Kentucky)
Buckhorn è un comune degli Stati Uniti d'America, situato nello Stato del Kentucky, nella contea di Perry.